# Vítold Tseraski
Vítold Kárlovich Tseraski (en ruso: Витольд Карлович Цераский; 27 de abriljul./ 9 de mayo de 1849greg. – 29 de mayo de 1925) fue un astrónomo ruso de la etapa soviética, miembro corresponsal de la Academia de San Petersburgo (1914), profesor de la Universidad de Moscú y director de su observatorio astronómico.

## Biografía
El padre de Tseraski, originario de Litvin (Bielorrusia), era profesor de geografía en el Liceo de la ciudad bielorrusa de Slutsk. Vítold pasó su infancia rodeado de docentes de secundaria amigos de su padre, quienes le transmitieron su afición por las matemáticas, la naturaleza, la literatura y el arte. La aparición en 1858 del brillante cometa Donati despertó su interés por la astronomía cuando tenía nueve años de edad. Realizó sus primeras observaciones astronómicas durante su etapa escolar, con la ayuda de un pequeño catalejo del gabinete de física.
En 1867, a pesar de la difícil situación económica de la familia debido a la muerte de su padre, ingresó en la Facultad de Física-matemática de la Universidad de Moscú, recibiendo en el cuarto curso una medalla de oro por su trabajo: "Cálculo de la órbita elíptica de Marte mediante tres observaciones", tras lo que pasó a trabajar en el observatorio astronómico de la universidad.
Al finalizar el curso, en 1871 fue nombrado asistente y en 1878 astrónomo observador. Obtuvo su maestría en 1883 con un trabajo sobre la "Determinación del brillo de estrellas blancas", y pasó a ser profesor en la universidad. En 1888 se doctoró en astronomía y geodesia con una tesis sobre "Observaciones Astronómicas y su Aplicación", pasando a ser docente de la cátedra de astronomía y geodesia (1896-1911) de la Facultad de Física-matemática de la Universidad de Moscú.
Desde 1891 coordinó el Observatorio de la Universidad de Moscú; y entre 1891 y 1903 dirigió la reconstrucción del observatorio, dotándolo de equipo moderno.

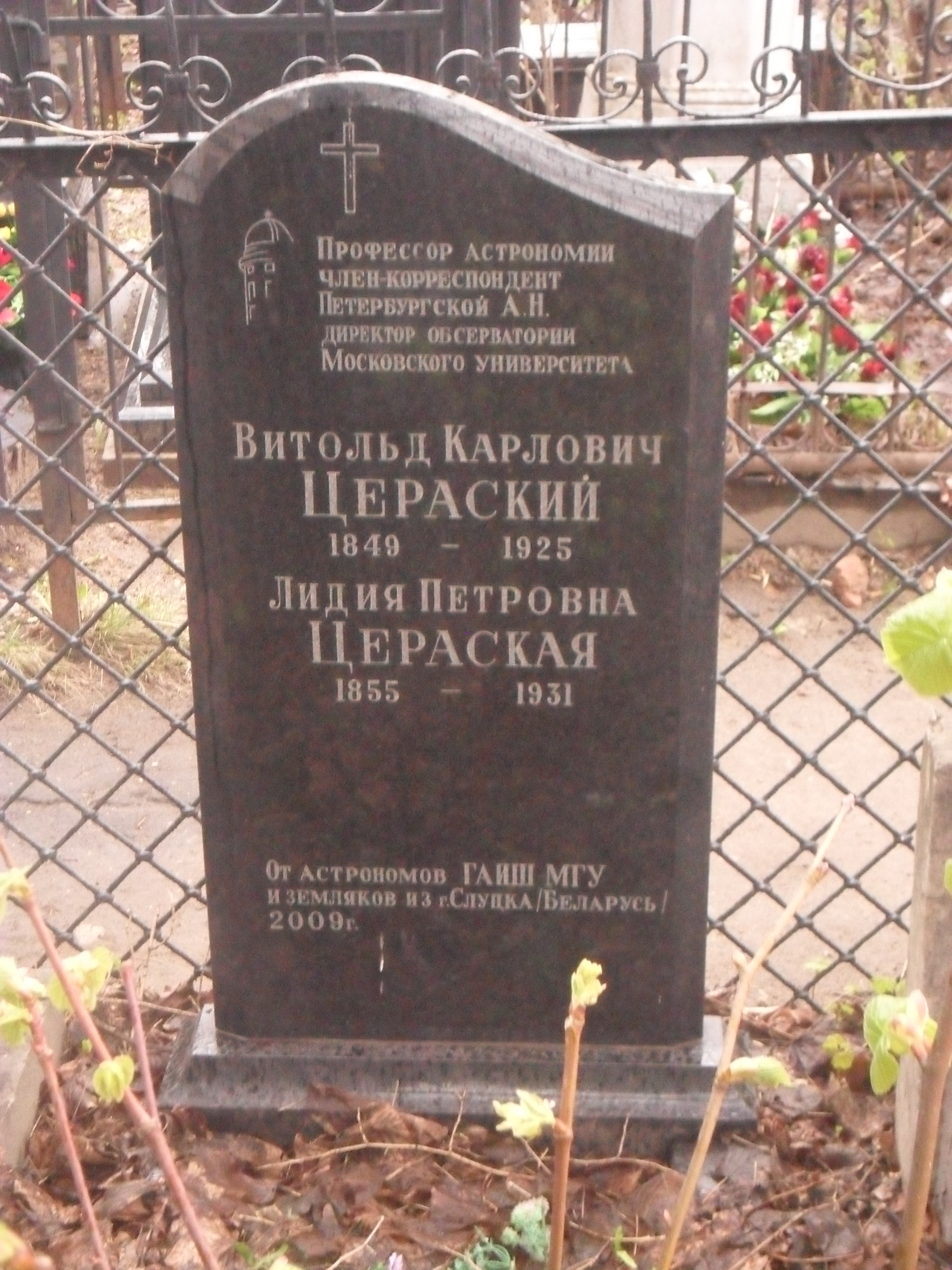
La tumba de Tseraskii en el cementerio Vagankovskoie.

En 1901 formó parte de la comisión, elegido por el claustro de la Universidad de Moscú, para abordar cuestiones acerca de la compleja transformación de las universidades en los años 1904 y 1905, y presidió la comisión institucional del consejo de asuntos estudiantiles.
A partir de 1909 fue profesor emérito, abandonando la universidad en 1911, en protesta ante las reformas realizadas por el ministro conservador Lev Aristídovich Kasso en 1911. Siempre se lamentó de la salida del país de destacados científicos rusos, como Iliá Méchnikov o Gustav Tammann.
Fue miembro de la Sociedad de Matemática de Moscú y miembro honorario de la Sociedad Imperial de Naturalistas de Moscú. Junto con la labor docente en la universidad, participó activamente en ciclos de conferencias públicas en la Universidad Politécnica y en el Museo de Historia para los alumnos de liceos y escuelas. Muchos de sus artículos dedicados a la popularización de los conocimientos astronómicos fueron publicados en diversas revistas científicas.
Estuvo casado con la también astrónoma Lidia Tseráskaia (1855-1931).
Fue enterrado en el cementerio Vagankovskoie.

## Logros científicos
Tseraski fue uno de los pioneros de la aplicación de las técnicas fotográficas en astronomía, fundando la Escuela de Fotometría de Moscú. En 1887 construyó un fotómetro (sobre la base de un fotómetro Zellner), con el que realizó una serie de estudios para determinar magnitudes estelares, compilando catálogos de estrellas de la zona circumpolar, de los cúmulos de Perseo y de Coma Berenices. En 1903 estableció un procedimiento original para determinar la magnitud luminosa del Sol. Obtuvo un resultado de -26,72, un valor que prácticamente coincide con las mediciones modernas. En 1895, sobre la base de las experiencias de la fusión de metales en el foco de un espejo cóncavo, fijó por primera vez el límite inferior de la temperatura del Sol en 3500 °C. Junto con su esposa Lidia Tseráskaia, organizó trabajos sistemáticos en el Observatorio de Moscú, dedicados a la investigación y el estudio fotográfico de las estrellas variables, disponiendo a partir del año 1895 de un nuevo astrógrafo.
Entre 1885 y 1892 abordó el estudio de las nubes mesosféricas polares, determinando su altura media en 75 km. Propuso un método analítico de determinación de las coordenadas de los meteoros radiantes y un método para determinar su velocidad angular. Perfeccionó una serie de aparatos astronómicos, inventando un ocular utilizado para el estudio detallado de las manchas solares; construyó un dispositivo para obtener fotografías heliográficas a escalas ajustables; y diseñó un heliómetro especial.

## Eponimia
- El cráter lunar Tseraskiy lleva este nombre en su memoria.[8]
- El asteroide (807) Ceraskia también conmemora su nombre.[9]